# Chilothrips occidentalis
Chilothrips occidentalis är en insektsart som beskrevs av Stannard 1973. Chilothrips occidentalis ingår i släktet Chilothrips och familjen smaltripsar. Inga underarter finns listade i Catalogue of Life.